# Леон Селецький
Леон Селецький (пол. Leon Sielecki; 1 березня 1817, Радохинці — 6 липня 1885, Тернопіль) — австрійський педагог українського походження, директор Першої тернопільської гімназії в 1869—1885 роках.

## Життєпис
Народився 1 березня 1817 року в с. Радохинці, Королівство Галичини та Володимирії, Австрійська імперія (нині Мостиський район, Львівська область, Україна).
Навчався в гімназії у Львові (1833—1838); мав намір стати священником і після гімназії розпочав був богословські студії у Львівському університеті, але врешті вирішив присвятитися вчительській праці. Львівський університет закінчив у 1843 році, а в лютому 1844 року став заступником учителя граматики в гімназіях міст Тарнів і Львів (до травня 1847). Учитель граматики в Ряшівській гімназії (1847—1848), вчитель гімназії в Новому Сончі (1849—1850), професор у гімназії св. Анни в Кракові (листопад 1850 — червень 1852), 9 жовтня 1852 року призначений професором класичної філології Вищої гімназії в Перемишлі, де працював до 1863 року. У грудні 1863 року переведений до Другої гімназії у Львові, врешті з серпня 1869 року — на посаді директора Першої гімназії в Тернополі, викладав греку і латину в старших класах гімназії.
Провів реставрацію будинку гімназії (завершена 5 вересня 1875 року). Член Педагогічного Товариства, голова тернопільського кола цього товариства (перша пол. 1880-х років), засновник Фонду на підтримку молоді тернопільської гімназії.
Помер 6 липня 1885 року в Тернополі.